# Bolbohamatum
Bolbohamatum es un género de escarabajos  de la familia Geotrupidae.  En 1980 Krikken describió el género. Contiene las siguientes especies:
- Bolbohamatum calanus (Westwood, 1848), originalmente: Bolboceras calanus
- Bolbohamatum cyclops (Olivier, 1789), originalmente: Scarabaeus cyclops; especie tipo
- Bolbohamatum drescheri Krikken, 1980
- Bolbohamatum kuijteni Krikken, 1980
- Bolbohamatum laevicolle (Westwood, 1848), originalmente: Bolboceras laevicollis
- Bolbohamatum laterale (Westwood, 1848), originalmente: Bolboceras lateralis
- Bolbohamatum marginale Krikken, 1980
- Bolbohamatum meridionale Krikken, 1980
- Bolbohamatum phallosum Krikken, 1980
- Bolbohamatum pseudogrande Krikken, 1980
- Bolbohamatum pyramidifer Krikken, 1980
- Bolbohamatum robustum Krikken, 1980
- Bolbohamatum syncopator Krikken, 1980